# کاراآغاچ‌کویوسو (دازقری)
کاراآغاچ‌کویوسو (به ترکی استانبولی: Karaağaçkuyusu) یک منطقهٔ مسکونی در ترکیه است که در دازقری واقع شده‌است.